# Кратеропа білогуза
Кратеро́па білогуза (Turdoides leucopygia) — вид горобцеподібних птахів родини Leiothrichidae. Мешкає в Східній Африці.

## Підвиди
Виділяють п'ять підвидів:
- T. l. leucopygia (Rüppell, 1837) — центральна і східна Еритрея, північна Ефіопія, східний Судан;
- T. l. limbata (Rüppell, 1845) — західна Еритрея і північно-західна Ефіопія;
- T. l. smithii (Sharpe, 1895) — східна Ефіопія і північно-західне Сомалі;
- T. l. lacuum (Neumann, 1903) — центральна Ефіопія;
- T. l. omoensis (Neumann, 1903) — схід Південного Судану і південний захід Ефіопії.

## Поширення і екологія
Білогузі кратеропи мешкають в Ефіопії, Еритреї, Сомалі, Судані і Південному Судані. Вони живуть в скелях, у чагарникових заростях поблизу води. Зустрічаються на висоті від 1250 до 2450 м над рівнем моря.